# Opius novosimilis
Opius novosimilis (лат.) — вид паразитических наездников рода Opius из семейства Braconidae (Opiinae). Палеарктика, в том числе, Словакия, Иран, Турция. Мелкие наездники (менее 3 мм). От близких видов отличается следующими признаками: грудь вытянутая, её длина в 1,6 раза больше своей высоты; длина висков равна 0,8 от продольного диаметра глаза; только первый тергит брюшка морщинистый и с двумя латеральными конвергентными килями; тело чёрное, кроме жёлтых ног. Предположительно, как и другие виды своего рода паразитирует на мухах из семейства Agromyzidae. Вид был впервые описан в 1989 году австрийским энтомологом Максом Фишером (Naturhistorisches Museum, Вена, Австрия), крупным специалистом по Braconidae, описавшим около тысячи видов наездников. Включён в состав подрода Agnopius.